# Holton, Oxfordshire
Holton är en civil parish i Storbritannien.   Den ligger i grevskapet Oxfordshire och riksdelen England, i den södra delen av landet, 70 km väster om huvudstaden London. Antalet invånare är 885. Arean är 6,6 kvadratkilometer.
Terrängen i Holton är platt.